# Lalita Yauhleuskaya
Lalita Yauhleuskaya (n. 31 decembrie 1963, Sokol⁠(d), RSFS Rusă, URSS) este o trăgătoare de tir ce a reprezentat Belarus și Australia, medaliată olimpică. A participat la 6 ediții ale Jocurilor Olimpice (1996, 2000, 2004, 2008, 2012, 2016) în care a câștigat o medalie de bronz.